# Санта Марија А Торо (Беневенто)
Санта Марија А Торо је насеље у Италији у округу Беневенто, региону Кампанија.
Према процени из 2011. у насељу је живело 176 становника. Насеље се налази на надморској висини од 455 м.